# Henriqueta Martins Catharino
Henriqueta Martins Catharino (Feira de Santana, 12 de dezembro de 1886 — Salvador, 21 de junho de 1969) foi uma educadora e pioneira do feminismo e responsável direta pela formação de um dos mais ricos acervos memoriais de vestuário, cultura popular e histórico da Bahia, e um dos mais importantes do Brasil.

## Biografia
Era uma dos catorze filhos do rico comerciante e industrial Bernardo Catharino, português que emigrou ainda jovem, e de D. Úrsula Costa Martins Catharino, de família tradicional da cidade do interior baiano. Seu pai tornou-se, na primeira metade do século XX, o maior empresário do estado da Bahia. A mãe, por sua vez, possuía uma forte formação católica.
A grande riqueza permitiu que Henriqueta tivesse em casa a melhor educação disponível à época, quando poucas eram as mulheres que estudavam. Foi orientada pela professora Cândia Campos de Carvalho, que dirigia-lhe os estudos, que contavam ainda com aulas de alemão, inglês e francês - este último o idioma mais falado da época - com a preceptora alemã, Fräulein Louise von Schiller. Tinha, ainda, aulas de piano com Maria Eulina e Sílvio Fróes, e de artes, com Vieira de Campos. Fez muitas viagens à Europa, sobretudo a Paris, então o principal centro cultural do mundo.
Junto à médica Francisca Praguer Fróes (1872-1931), uma das primeiras feministas do Brasil, seu nome figura dentre as que primeiro se preocuparam com o papel ativo da mulher na sociedade. Se Praguer Fróes, uma das primeiras médicas do país, lutava pela ampliação dos direitos civis, tais como o direito ao voto, Henriqueta Catharino cuidou de inseri-las de forma efetiva no mercado de trabalho.

## Ativismo
Seu espírito de iniciativa manifestou-se ainda antes de completar os trinta anos, com a fundação, na capital baiana de uma biblioteca, chamada "Propaganda da Boa Leitura", na primeira década do século XX. Também organizava as chamadas "tardes de costura", atividade filantrópica onde senhoras cosiam para as pessoas pobres.
Em 1923 criou a Casa São Vicente, junto ao Monsenhor Flaviano Osório Pimentel, e que viria a ser o núcleo do Fundação Instituto Feminino da Bahia. Ali passou a abrigar, em diversas sedes, que adquiriu com sua parte na herança materna (morta em 1924) e depois com a antecipação da paterna. Diversas coleções foram sendo doadas, objetos eram adquiridos, de forma que além dos cursos, a entidade passou a abrigar dois museus, além de biblioteca e cursos.
Para além das atividades que se perpetuaram na preservação memorial, labutou no auxílio a pessoas do povo, mesmo aquelas vítimas do preconceito, como o fundador de uma das primeiras entidades de defesa racial, a Frente Negra, em São Paulo (Santos) e na Bahia (1932), Marcos Rodrigues dos Santos.
Sobre seu trabalho, o escritor Érico Verissimo, registou (Jornal da Bahia, 1951):
| “ | Não conheço coisa igual em todos os colégios do Brasil por onde andei e visitei. E não sei se vi pelo menos igual nos Estados Unidos. | ” |

Henrietta faleceu em Salvador, no dia 21 de junho de 1969.

## Homenagens
Henriqueta Catharino é nome de colégio e rua (bairro da Federação) na Capital baiana. Mas a maior e mais importante homenagem é a nomeação, na década de 1980, do museu que idealizou e ajudou a fundar, hoje um dos mais importantes espaços memoriais do estado brasileiro. Há também um edifício situado no centro da cidade, que leva o nome de Henriqueta Catharino. Essa atribuição deve-se ao fato de que nesse local funcionava o antigo Instituto Feminino da Bahia, cuja proprietária era D. Henriqueta.